# Нафтопастка
Нафтопастка (рос. нефтеловушка; англ. oil trap, oil remover, нім. Ölabscheider m, Ölfänger m, Ölfang m, Ölfalle f) – відстійна споруда для виділення нафти і нафтопродуктів у грубодисперсному (крапельному) і емульгованому станах із стічних вод.